# 九龍巴士68F線
九龍巴士68F和68線是兩條香港新界的巴士路線，是目前服務私人屋苑峻巒三條的專營巴士路線其中兩條。兩者同樣以峻巒為總站，同樣能到達形點，並提供聯合班次，但前者到達形點後便會馬上折返峻巒；而後者到達形點後會繼續駛經十八鄉至元朗公園，再沿途折返。因此68線被視為68F線的區間車。

## 歷史
- 2015年11月30日：開辦68E之新輔助路線68F，逢星期一至六（公眾假期除外）上午由元朗公園單向開出兩班往凹頭，試辦三個月[1][2]，是輕鐵專區於1993年6月1日取消，及輕鐵專區法例有關專營巴士不能開辦區內服務的限制於2006年10月31日屆滿後，九巴首次開辦總站及目的地均在原有輕鐵專區範圍的路線。
- 2016年5月14日：68F線提升至全日服務，每日10:00時前維持單向運作，10:00起改以循環線運作[3]。
- 2016年10月17日：68F線於每日13:40-15:40加密至15分鐘一班。[4][5]
- 2016年11月1日：配合峻巒落成入伙，68F線作出以下改動：[6][7]
  - 路線改為循環線來往元朗公園及峻巒，來回程加經青山公路-潭尾段、峻巒未命名通道及峻巒公共交通運輸交匯處，並加停「紅毛橋」站及峻巒；
  - 延長服務時間為06:30至23:00，每15-30分鐘一班；
  - 取消上午10時前單向前往凹頭服務的安排，所有往峻巒方向班次皆繞經博愛醫院。
- 2018年11月19日：68F線實施以下改動：[8][9][10]
  - 改以峻巒為總站，元朗公園作循環點；
  - 延長服務時間為06:00至23:30。
  - 68線投入服務。
- 2019年6月10日：全日改停「合益路」站，不停元朗（鳳翔路）巴士總站。[11]
- 2022年12月19日：68F線往元朗公園方向不再繞經朗日路及朗樂路。[12]
- 2023年11月20日：68F線往元朗公園方向增停青山公路–元朗段「元點」站[13]。

## 服務時間（詳細班次）
| 每日峻巒開 | 每日峻巒開 | 每日峻巒開 | 每日峻巒開 | 每日峻巒開 | 每日峻巒開 | 每日峻巒開 | 每日峻巒開 | 每日峻巒開 | 每日峻巒開 |
| ---------- | ---------- | ---------- | ---------- | ---------- | ---------- | ---------- | ---------- | ---------- | ---------- |
| 05:45      | 06:00      | 06:15      | 06:30      | 06:45      | 07:07      | 07:15      | 07:30      | 07:45      | 08:00      |
| 08:15      | 08:30      | 08:45      | 09:00      | 09:15      | 09:30      | 09:45      | 10:00      | 10:15      | 10:30      |
| 10:45      | 11:00      | 11:15      | 11:30      | 11:45      | 12:00      | 12:15      | 12:30      | 12:45      | 13:00      |
| 13:15      | 13:30      | 13:45      | 14:00      | 14:15      | 14:30      | 14:45      | 15:00      | 15:15      | 15:30      |
| 15:45      | 16:00      | 16:15      | 16:30      | 16:45      | 17:00      | 17:15      | 17:30      | 17:45      | 18:00      |
| 18:15      | 18:30      | 18:45      | 19:00      | 19:15      | 19:30      | 19:45      | 20:00      | 20:15      | 20:30      |
| 20:45      | 21:00      | 21:15      | 21:30      | 21:45      | 22:00      | 22:15      | 22:30      | 22:45      | 23:00      |
| 23:15      | 23:30      | 23:45      |            |            |            |            |            |            |            |

- 藍字班次為68F線
- 紅字班次為68線

## 收費
全程：$6.4
| - 本線設有12歲以下小童及65歲或以上長者半價優惠。 - 65歲或以上香港居民使用「樂悠咭」，以及12歲以下合資格殘疾兒童使用「殘疾人士身份」個人八達通繳付車資，均可享有每程$2.0或半價（以較低者為準）的票價優惠；12至64歲合資格殘疾人士使用「殘疾人士身份」個人八達通（包括「樂悠咭」），以及60至64歲香港居民使用「樂悠咭」繳付車資，均可享有每程$2.0或全費（以較低者為準）的票價優惠。 - 65歲或以上長者如使用長者或一般個人八達通繳付車資，則只可享有半價優惠；12至64歲合資格殘疾人士如不使用「殘疾人士身份」個人八達通，以及60至64歲人士如不使用「樂悠咭」繳付車資，必須繳付全費。 - 乘客可以現金或八達通於上車時付款，不設找續。 - 每位成人乘客可免費攜帶最多兩名4歲以下而不佔座位的兒童乘客乘車，超額之4歲以下小童必須繳付小童車費乘車。 - 持有「九巴月票」之乘客在車票有效期內，每日可享最多10程任何九龍巴士及龍運巴士路線（包括本路線，以及聯營路線的九龍巴士／龍運巴士提供的班次；惟乘搭機場「A」及「NA」線則可享原價二七折優惠（不會計算每天10次合資格車程））；而B1線則每日可享最多各2程（不會計算每天10次合資格車程）。 - 九龍巴士、城巴、龍運巴士及陽光巴士全職員工及家屬（不包括外判職員）可免費乘搭本路線，惟必須拍職員或職員家屬八達通。 - 乘客亦可透過多元化電子支付系統（e度嘟）繳付車資，包括使用非接觸式VISA卡、JCB卡、萬事達卡、銀聯卡、美國運通、大來國際、Discover Card、Apple Pay、Google Pay、Samsung Pay、AlipayHK「易乘碼」、支付寶、WeChatHK／微信支付「搭車碼」、銀聯雲閃付「乘車碼」及BOC Pay「乘車碼」。乘客使用此付款方式，使用此支付方式的乘客可享有中途下車之分段收費，以及與其他九巴／龍運獨營路線或聯營線九巴／龍運班次之轉乘優惠，惟不適用於與非九巴／龍運路線之轉乘優惠，亦不能享有「公共交通費用補貼計劃」及「長者及合資格殘疾人士公共交通票價優惠計劃」。 |

### 八達通轉乘優惠
乘客登上本線後150分鐘內以同一張八達通卡轉乘以下路線，或從以下路線登車後150分鐘內以同一張八達通卡轉乘本線，次程可獲車資折扣優惠：
68(F) ←→ 市區路線，轉乘時限為150分鐘
- 68(F) → 68E往青衣、68M往荃灣或68X/268X往油尖旺，次程可獲$6.2折扣優惠
- 68(F) → 268B往紅磡、268C/268A/268P往觀塘、269D往沙田、968/968A/968X往港島，次程可獲$7.2折扣優惠
- 68E/68M/68X/268X/268A/268B/268C/268P/269D/968/968X往元朗→ 68(F)，次程免費

68(F) ←→ B1，轉乘時限為120分鐘
- 68(F)→ B1往落馬洲站，回贈首程車資
- B1往天水圍→ 68(F)，次程免費

## 使用車輛
現時68及68F線共使用4輛亞歷山大丹尼士Enviro 200 Dart 10.4米雙門版（AAU）巴士，均屬元朗車廠。
| 車隊編號 | 車牌   |
| -------- | ------ |
| AAU21    | PZ 501 |
| AAU24    | PZ6710 |
| AAU25    | PZ7626 |
| AAU26    | PZ7263 |

## 行車路線
68(F)
經：沙埔村路、青山公路－潭尾段、青山公路－元朗段、（鳳翔路、鳳麒路、十八鄉路、欖口村路、公園南路、公園北路、公園南路、欖口村路、十八鄉路、鳳麒路、鳳翔路、青山公路—元朗段）朗日路、形點交通交匯處、朗日路、青山公路—元朗段、博愛交匯處、S5通道、博愛交匯處、青山公路—元朗段、青山公路—潭尾段及沙埔村路。
- 68線不經括號內之路段。

### 沿線車站

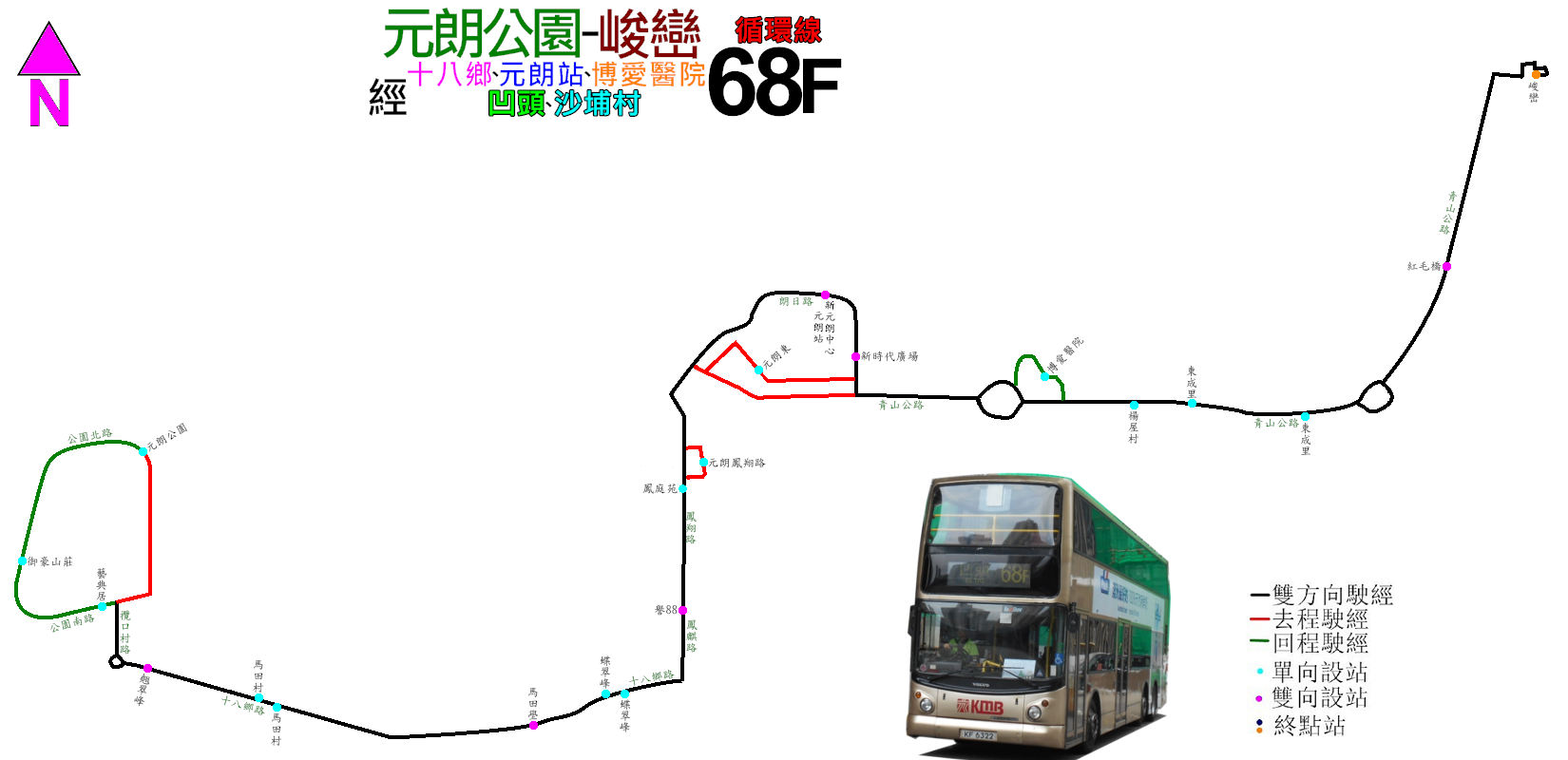
68F線的走線圖

68(F)
| 峻巒開 | 峻巒開       | 峻巒開             |
| 序號   | 車站名稱     | 位置               |
| ------ | ------------ | ------------------ |
| 1      | 峻巒巴士總站 | 峻巒公共運輸交匯處 |
| 2      | 紅毛橋       | 青山公路—潭尾段    |
| 3      | 東成里       | 青山公路－元朗段   |
| 4      | 楊屋村       | 青山公路－元朗段   |
| 5      | 形點I        | 青山公路－元朗段   |
| 6*     | 元點         | 青山公路－元朗段   |
| 7*     | 合益路       | 鳳翔路             |
| 8*     | 譽88         | 鳳麒路             |
| 9*     | 蝶翠峰       | 十八鄉路           |
| 10*    | 馬田壆       | 十八鄉路           |
| 11*    | 馬田村       | 十八鄉路           |
| 12*    | 翹翠峰       | 十八鄉路           |
| 13*    | 元朗公園     | 元朗公園巴士總站   |
| 14*    | 御豪山莊     | 公園北路           |
| 15*    | 藝典居       | 公園南路           |
| 16*    | 翹翠峰       | 十八鄉路           |
| 17*    | 馬田村       | 十八鄉路           |
| 18*    | 馬田壆       | 十八鄉路           |
| 19*    | 蝶翠峰       | 十八鄉路           |
| 20*    | 譽88         | 鳳麒路             |
| 21*    | 鳳庭苑       | 鳳翔路             |
| 22     | 形點II       | 朗日路             |
| 23     | 形點I        | 形點公共運輸交匯處 |
| 24     | 博愛醫院     | S5通道             |
| 25     | 東成里       | 青山公路—元朗段    |
| 26     | 紅毛橋       | 青山公路—潭尾段    |
| 27     | 峻巒巴士總站 | 峻巒公共運輸交匯處 |

- 68線不停有 * 之車站。

## 其他資訊
68F線是九巴6條使用F這個英文字母的專營巴士線之一（另5條為九龍巴士298F線，九龍巴士73F線，九龍巴士74F線，九龍巴士6F線和九龍巴士2F線）。

## 外部連結
- 九巴68線資料
- 九巴68F線資料
- 香港巴士大典上的相关条目：九巴68線
- 香港巴士大典上的相关条目：九巴68F線
- 西北經典系列‧九巴#65 68-重用編號的元朗區內線 （页面存档备份，存于）
- 西北經典系列‧九巴#64 68F-峻巒專營線始祖 （页面存档备份，存于）